# Branchiocapitella abranchiata
Branchiocapitella abranchiata is een borstelworm uit de familie Capitellidae.
De wetenschappelijke naam van de soort werd in 1962 gepubliceerd door Hartmann-Schröder.